# Weißenseifen
Weißenseifen ist ein Weiler der Ortsgemeinden Hersdorf, Wallersheim und Mürlenbach im Eifelkreis Bitburg-Prüm sowie im Landkreis Vulkaneifel in Rheinland-Pfalz.

## Geographie

### Lage
Weißenseifen liegt auf den Gemarkungen von drei Ortsgemeinden sowie zwei Landkreisen. Zu Hersdorf (Eifelkreis, Entfernung: 4,0 km) gehört der westliche Teil der Siedlung, zu Wallersheim (Eifelkreis, Entfernung: 8,5 km) der nördliche Teil und zu Mürlenbach (Vulkaneifelkreis, Entfernung: 4,8 km) der östliche Teil. Weißenseifen liegt auf einer bewaldeten Hochebene über dem Kylltal im gleichnamigen Waldgebiet. Östlich des Weilers fließt der Dellbach. Ferner liegt Weißenseifen an der alten Römerstraße Trier–Neuss.

### Klima
Der Jahresniederschlag beträgt 983 mm.

## Künstlersiedlung
Bekannt ist Weißenseifen vor allem als Künstlersiedlung, die sich ab den 1950er Jahren entwickelte. Bereits 1948 erwarb Günther Mancke in Weißenseifen Grundstücke und ein Haus, das zur Urzelle der Künstlersiedlung wurde. Die Westeifel lernte Mancke durch seinen Düsseldorfer Schulfreund Udo van Meeteren kennen. Es folgten Kommilitonen wie die Malerin Antonia Berning und Irmgard Allendorff, die zusammen mit Mancke an der Düsseldorf Kunstakademie Malerei, Grafik und Bildhauerei bei dem Bildhauer Professor Ewald Mataré studierten.
Nach den Wirren des Krieges fanden die jungen Künstler in der waldreichen Gegend Ruhe und Raum für ihr Suchen und Forschen nach neuen Gesetzmäßigkeiten des Kunstschaffens in der Malerei und Plastik. Aber auch in der Architektur, Landwirtschaft, Pädagogik und im Sozialen wurde neuen Gestaltungsprinzipien nachgegangen, die dann in den verschiedensten Projekten realisiert wurden. Der Düsseldorfer Weggefährte und Kommilitone Joseph Beuys war in der Anfangszeit oft Gast und Helfer in der Siedlung.
Von den 1960er Jahren an wurden die Aktivitäten zusätzlich stark von dem Künstler Albrecht Klauer-Simonis geprägt. Es sind überwiegend Maler und Bildhauer, die sich Weißenseifen als Arbeits- und Wohnstätte wählten. Der Förderkreis Weißenseifen, der im Dachverband Landesarbeitsgemeinschaft Soziokultur & Kulturpädagogik Rheinland-Pfalz organisiert ist, veranstaltet alljährlich ein Symposion, erstmals im Jahr 1975.
Auch der Bildhauer Christoph Mancke prägte die Siedlung.
Die Malerin und Kinderbuchillustratorin Jula Scholzen-Gnad lebte und arbeitete viele Jahrzehnte in der Künstlersiedlung und lernte die Künstlergruppe bereits in den 1950er Jahren kennen. 2009 gründete die Malerin die Jula und Antoni Scholzen-Stiftung.
Der Holzbildhauer Walfried Remmert wirkte beim Aufbau der Siedlung mit und die Grafikerin Erika Michow lebte und arbeitete über Dreißig Jahre in der Künstlersiedlung.
Der Bildhauer Andres Medl lebt und arbeitet in der Künstlersiedlung. Er baute u. a., nach dem Entwurf und Gestaltungsprinzipien von Günther Mancke, die Grabkapelle in Weißenseifen.

## Heilpädagogische Heimstätte
Schon 1973 entstand in Weißenseifen eine anthroposophische Einrichtung-Haus Michael e.V.
Ursprünglich als Schulheim für mehrfachbehinderte autistische Kinder konzipiert, hat sich diese im Laufe der Zeit zu einer heilpädagogischen Heimstätte mit therapeutischen Werkstätten für die Bewohner des Hauses, die dort auf der Grundlage des von Rudolf Steiner in der Anthroposophie gegebenen Menschenbildes arbeiten. Nach eigenen Angaben werden derzeit etwa 25 Personen von 60 Mitarbeitern betreut.

## Kultur und Sehenswürdigkeiten

### Wegekreuze
- Hubertuskreuz: Bildstock der St. Matthias-Bruderschaft Titz; Inschrift: „St. Hubertus bitte für uns“ und „St. M. B. Titz“; Ausgangspunkt für Ehrungen der Pilger[8]
- Sankt-Matthias Bildstock: Kreuz am alten Prozessionsweg der Bruderschaft nach Trier; 1955 erneuert; mit neuer Inschrift am Sockel und Schaft[9]

### Naturdenkmal
- Hochmoor: Östlich des Weilers mit einer Fläche von rund 4,125 ha. Vermutlich ein ehemaliger Torfstich.[10]

### Antonia Berning Museum
- Das historische Atelier- und Wohnhaus der Künstlerin kann nach Absprache besichtigt werden.[11]

### Quereinhaus
- In der Liste der Kulturdenkmäler Rheinland-Pfalz befindet sich das 1835 erbaute Quereinhaus (Dorfstraße).

## Verkehr
Es existiert eine regelmäßige Busverbindung ab Hersdorf und Mürlenbach.
Weißenseifen liegt unmittelbar an der Landesstraße 16 von Mürlenbach in Richtung Hersdorf. Der Weiler ist zudem durch mehrere Gemeindestraßen erschlossen.
Der Weiler ist auf den meisten Autokarten nicht verzeichnet.

## Römerstraße
Die Römerstraße Trier–Köln, erbaut im Jahre 22-19 v. C., ist ein Teilstück der Via Agrippa, das von Lugdunum (Lyon) ausging. Die Strecke von Augusta Treverorum (Trier) zur Colonia Claudia Ara Agrippinensium (Köln) hatte eine Länge von 147 km. Sie ist überliefert im Wegeverzeichnis des Kaisers Caracalla (198–217).
Auf Höhe von Weißenseifen ist ein Forstweg auf den römischen Straßendamm gelegt (TK 25000 Beschriftung „Römerstraße“).
Im Bereich des Wallersheimer Waldes ist der Verlauf der Römerstraße heute noch gut zu verfolgen. Östlich von Neustraßburg steigt sie nach Norden auf, quert das Gebiet des Dürrbachs westlich von Weißenseifen und läuft als Forstweg bis an die heutige L 16 heran.
Dieser Straßendamm verläuft, unterbrochen von der Siedlung Weißenseifen, mit zwei Grad gegen Norden in den Wallersheimer Wald.